# John Steinbeck
John Ernst Steinbeck, Jr. (27 tháng 2 năm 1902 – 20 tháng 12 năm 1968) là một tiểu thuyết gia người Mỹ được biết đến như là ngòi bút đã miêu tả sự đấu tranh không ngừng nghỉ của những người phải bám trên mảnh đất của mình để sinh tồn. Ông đạt giải Giải Nobel Văn học năm 1962 "vì những tác phẩm văn chương vừa hiện thực vừa đầy hoang tưởng, nổi bật với một sự hài hước đầy cảm thông và một cách nhìn xã hội thấu đáo." Ông được nhà báo Alison Flood của tờ The Guardian nhận định là "A giant of American letters" (Người khổng lồ của văn học Mỹ), và nhiều tác phẩm của ông được xem như là cổ điển của văn học phương Tây.
Trong suốt sự nghiệp viết văn của mình, John Steinbeck đã hoàn thành 33 cuốn sách, bao gồm 16 cuốn tiểu thuyết, 6 cuốn truyện phi hư cấu, và 2 tập truyện ngắn. Ông được biết đến rộng rãi qua các tiểu thuyết hài như Thị trấn Tortilla Flat (Tortilla Flat, 1935), Phố Cannery Row (Cannery Row, 1945), hay qua tác phẩm sử thi như Phía đông vườn Địa đàng (East of Eden, 1952), hoặc các tiểu thuyết ngắn điển hình là Của chuột và người (Of Mice and Men, 1937) và The Red Pony (1937). Tác phẩm đạt giải Pulitzer mang tên Chùm nho uất hận (The Grapes of Wrath, 1939) được xem là kiệt tác của Steinbeck và là một phần của kinh điển văn học Mỹ. Tác phẩm này đã bán được 15 triệu bản sau 80 năm kể từ ngày nó được xuất bản lần đầu tiên.
Phần lớn, các tác phẩm của Steinbeck lấy bối cảnh ở miền trung tiểu bang California, cụ thể hơn là ở thung lũng Salinas và vùng dãy núi duyên hải California. Các tác phẩm của ông tập trung xoay quanh các chủ đề như số phận và sự bất công trong xã hội, và những điều này được thể hiện qua nhân vật chính với hình tượng một người bị áp bức hoặc đơn thuần chỉ là một người bình thường trong hoàn cảnh vô cùng đặc biệt.

## Tiểu sử
Sinh ra trong một gia đình chủ xưởng bột mì ở Salinas, California, John Steinbeck học ở Đại học Stanford. Thuở thiếu thời, ông phụ giúp việc trong nông trại, thu hái nông phẩm, và chịu ảnh hưởng sâu sắc văn học Hy Lạp cổ điển, Kinh Thánh và văn học châu Âu cổ điển ngay trong những ngày niên thiếu.
Năm 1918 John Steinbeck hoàn thành bậc học trung học. Từ năm 1920 đến 1925 ông chọn môn văn học Anh và sinh vật học hải dương ở trường đại học Stanford.
Trong cuộc đời ông đã làm rất nhiều nghề nghiệp khác nhau, đặc biệt là việc hay tiếp xúc với người lao động đã tích lũy những tư liệu hết sức phong phú cho công việc sáng tác của ông sau này.

## Sự nghiệp
Tác phẩm đầu tiên gây tiếng vang của John Steinbeck là cuốn Của chuột và người (1937), dựng nên một câu chuyện bi thảm về hai nông dân ít học thức hằng mong mỏi một mảnh đất cho riêng mình để canh tác.
Tác phẩm được đánh giá cao nhất là Chùm nho uất hận (1939; đoạt giải Pulitzer năm 1940), dựng nên câu chuyện của gia đình Joad, bị nghèo khó ở vùng hoang hóa Dust Bowl của tiểu bang Oklahoma, phải chuyển đến California trong giai đoạn khủng hoảng kinh tế của thập niên 1930. Quyển tiểu thuyết gây nhiều tranh cãi, được xem không những là truyện hư cấu nhưng có tính hiện thực mà còn là lời phản kháng xã hội đầy cảm động, đã trở nên một tác phẩm kinh điển trong nền văn học Mỹ.
Là một trong những "tượng đài" văn học từ thập kỷ 1930, Steinbeck lấy chủ đề trung tâm là phẩm giá trầm lặng của những người cùng khổ, những người bị áp bức. Dù những nhân vật của ông thường bị vây bọc trong thế giới thiếu công bằng, họ vẫn giữ mình như là những con người đầy cảm thông và có anh hùng tính, tuy có thể bị khuất phục.
John Steinbeck nhận Giải Nobel Văn học năm 1962.

## Tác phẩm
- Cup of Gold: A Life of Sir Henry Morgan, Buccaneer, With Occasional Reference to History (Chén vàng) (1929) tiểu thuyết
- The Pastures of Heaven (Đồng cỏ nhà trời) (1932) truyện dài
- The Red Pony (Chó hung Pony) (1937) tiểu thuyết ngắn
- To a God Unknown (Gửi vị Thượng đế không quen biết) (1933) tiểu thuyết
- Tortilla Flat (Thị trấn Tortilla Flat) (1935) tiểu thuyết
- In Dubious Battle (Trận đánh mạo hiểm) (1936) tiểu thuyết Paradise Lost của John Milton
- The Harvest Gypsies: On the Road to the Grapes of Wrath (1936)
- Of Mice and Men (Của chuột và người) (1937) tiểu thuyết ngắn, tên sách là dựa vào bài thơ To a Mouse của Robert Burns
- The Long Valley (Thung lũng dài) (1938) tập truyện ngắn
- The Chrysanthemums (Những đóa hoa cúc) (1938)
- The Grapes of Wrath (Chùm nho uất hận) (1939): Tên sách là dựa vào bài hát The Battle Hymn of the Republic trong cuộc Nội chiến Hoa Kỳ
- Forgotten Village (1941)
- Sea of Cortez: A Leisurely Journal of Travel and Research (Biển Cortez: Báo cáo về chuyến đi và nghiên cứu đã hoàn thành) (1941) (cùng với Ed Ricketts) khảo cứu
- The Moon Is Down (Trăng lặn) (1942) tiểu thuyết, tên sách là dựa vào vở kịch Macbeth của William Shakespeare
- Bombs Away: The Story of a Bomber Team (Bom rơi xuống đất) (1942) khảo cứu
- Cannery Row (Phố Cannery Row) (1945) tiểu thuyết
- The Pearl (Viên trân châu) (1947) tiểu thuyết
- The Wayward Bus (Chuyến xe định mệnh) (1947) tiểu thuyết
- A Russian Journal (Nhật kí Nga) (1948) (với hình ảnh của nhiếp ảnh gia Robert Capa) phóng sự
- Burning Bright: A Play in Story Form (1950)
- Log from the Sea of Cortez (1951)
- Kira Zapata (1952) kịch
- East of Eden (Phía đông vườn Địa đàng) (1952): Tên sách là dựa vào Kinh Thánh, đặc biệt là Genesis 4:16,tiểu thuyết
- Sweet Thursday (Ngày thứ Năm ngọt ngào) (1954) tiểu thuyết
- The Short Reign of Pippin IV (Thời trị ngắn ngủi của Pippin IV) (1957) truyện châm biếm
- Once There Was A War (Đã từng có một cuộc chiến tranh) (1958) tiểu thuyết
- The Winter of Our Discontent (Mùa đông lo âu) (1961): Tên sách là dựa vào vở kịch Richard III của William Shakespeare, tiểu thuyết
- Travels With Charley: In Search of America (Du hành với chú chó Charley) (1962) (một hồi ký về cuộc du hành của ông, và con chó Charley, tại nhiều nơi trong Hoa Kỳ)
- America and Americans (Nước Mỹ và người Mỹ) (1966) tiểu thuyết
- Acts Of King Arthur And His Noble Knights (Hành trạng của vua Arthur và các hiệp sĩ quý tộc) (1976) tiểu thuyết

## Bản dịch tiếng Việt
Tiểu thuyết của John Steinbeck đã được dịch ra tiếng Việt gồm có:
- Đồng cỏ nhà trời (The Pastures of Heaven, 1932)
- Những ngày tranh đấu, Tuyết Sinh dịch và giới thiệu, Sài Gòn, Trẻ xuất bản, 1974.
- Rời nẻo đường quen, Nxb Văn Nghệ TPHCM, 1999.
- Thị trấn Tortilla Flat, Lâm Vũ Thao dịch, TPHCM: Nxb Trẻ, 2012. (Tortilla Flat, 1935)
- Of Mice and Men, 1937:
  - Của chuột và người, Hoàng Ngọc Khôi và Nguyễn Phúc Bửu Tập dịch, Sài Gòn, 1967. Tái bản: Nxb Hội nhà văn và Công ty CP Văn hóa và Truyền thông Nhã Nam, 2019.
  - John Steinbeck, Của chuột và người & Achebe, Đàn bà trong chiến tranh, Hà Nội: Nxb Tác phẩm mới.
  - Của chuột và người, Phạm Văn dịch,  Hà Nội: Nxb Hội nhà văn và Công ty CP Sách Tao Đàn, 2018.
- The Grapes of Wrath, 1939 (Giải Pulitzer năm 1940):
  - Chùm nho uất hận, 2 tập, Võ Lang dịch, Sài Gòn: Nhà xuất bản Khai Trí, 1972.
  - Chùm nho phẫn nộ, 2 tập, Phạm Thủy Ba dịch, Hà Nội, Nxb Tác phẩm mới (tập 1 có 410 trang khổ 19 cm in năm 1975, tập 2 có 408 trang khổ 19 in năm 1989). Tái bản: Nxb Hội Nhà văn, 1994. Được gộp thành một tập, 940 trang, Nxb Hội nhà văn, 2000. Tái bản: Nxb Văn học, 2007.
  - Chùm nho thịnh nộ, Phạm Văn dịch, Hà Nội: Nxb Hội nhà văn và Công ty CP Sách Tao Đàn, 2020.
- Phố Cannery Row, Phạm Văn dịch,  Hà Nội: Nxb Hội nhà văn và Công ty CP Sách Tao Đàn, 2018 (Cannery Row, 1945)
- * Viên ngọc trai, Nxb Thanh niên. (The Pearl, 1947)
- Phía đông vườn địa đàng, Đinh Văn Quý dịch, Hà Nội: Nxb Văn hóa Thông tin. (East of Eden, 1952)
- Tôi, Charley và hành trình nước Mỹ, Tuấn Việt dịch, TPHCM: Nxb Trẻ, 2012. (Travels with Charley: In Search of America, 1962)